# Ligne de Riom à Châtelguyon
La ligne de Riom à Châtelguyon est une courte ligne ferroviaire française à écartement standard et à voie unique du département du Puy-de-Dôme, qui reliait la gare de Riom à celle de Châtel-Guyon, en passant par Mozac. 
Elle constitue la ligne 793 000 du réseau ferré national.

## Histoire
La ligne est concédée à la Compagnie des chemins de fer de Paris à Lyon et à la Méditerranée par une convention signée le 21 juin 1907 entre le ministre des Travaux publics et la compagnie. Cette convention est approuvée et la ligne est déclarée d'utilité publique par une loi le 27 juillet 1907,,.
La ligne a une longueur de 7 km environ, dessert une seule halte intermédiaire à Mozac et ne comporte pas d'ouvrage d'art notable; à noter la création d'un pont-route en béton armé. Le coût du chantier est estimé à 2 200 000 Francs-or.
Elle a été ouverte le 10 juillet 1912, et fermée au trafic des voyageurs en 1972.
Le 28 janvier 1914, une convention signée entre le ministre des Travaux publics et la Compagnie des chemins de fer de Paris à Lyon et à la Méditerranée concède à titre éventuel à cette dernière une ligne « de Châtelguyon à Combronde ». Cette ligne n'a jamais été concédée définitivement et n'a pas connu de début de réalisation.
La ligne a été électrifiée en courant 25 kV - 50 Hz en mai 1990 entre Riom et l'installation terminale embranchée de la Société des eaux de Volvic.
Elle a été déclassée de Mozac à Châtel-Guyon (PK 409,930 à 412,730) le 26 juillet 1973. Ce tronçon fut ensuite déposé.

## Exploitation actuelle
La desserte actuelle se limite au tronçon de Riom au PK 409,9, prolongé par la voie-mère de la zone industrielle de Volvic à Riom (n° 793 606) qui permet l'acheminement des trains de fret expédiés par la Société des eaux de Volvic.
Le tronçon déclassé a été réaménagé en 2020 en une voie verte nommée Thermal Express en hommage au train qui l'a emprunté .